# Look Away
Singles de Chicago
I Don't Wanna Live Without Your Love
(1988) You're Not Alone
(1989)
Look Away est une power ballad écrite et composée par Diane Warren et interprétée par le groupe de rock américain Chicago. Sortie en single le 9 septembre 1988, elle est extraite de l'album Chicago 19 (en).
Elle se classe numéro 1 aux États-Unis en décembre 1988 durant deux semaines.

## Classements hebdomadaires
| Classement (1988-1990)                     | Meilleure place |
| ------------------------------------------ | --------------- |
| Belgique (Flandre Ultratop 50 Singles)     | 20              |
| Canada (RPM)                               | 1               |
| États-Unis (Billboard Hot 100)             | 1               |
| États-Unis (Hot Adult Contemporary Tracks) | 1               |
| Pays-Bas (Single Top 100)                  | 10              |
| Royaume-Uni (UK Singles Chart)             | 77              |
| Suède (Sverigetopplistan)                  | 15              |

## Certification
| Pays              | Certification |
| ----------------- | ------------- |
| États-Unis (RIAA) | Or            |